# 総合哲学体系
『総合哲学体系』（そうごうてつがくたいけい、英: System of Synthetic Philosophy）は、1860年に、哲学者であり社会学者であったハーバート・スペンサーによって書かれた著作である。

## 概要
スペンサーは本書で社会発展を主題としており、社会進化論を基礎とした社会学の理論を提唱した。社会学とは宇宙が進化する終局としての社会有機体の原因と発達について研究する学問として定義し、それを社会の均衡を形態学的に研究する社会静学と、社会の均衡にいたる力を生理学的に研究する社会動学に分かれる。そして有機体として社会が成立しているという把握に基づきながら個人の社会的な機能が相互に関連しながらある種の均衡状態を維持する社会状態を研究し、社会はコミュニケーションに基づいた協働で成立しており、社会の成員の意識は集合体の内部で散在していると特徴付ける。この散在する個々の意識を結合させて機能を分化させながら社会が連携している完全社会の状態をもたらすためには自由競争が必要であると論じた。
したがってスペンサーにとって社会の全体と個人の自由は矛盾せず結びついていた。社会の変動はこの社会状態の変動であり、強制的な協働に裏付けられた軍事型社会の状態は自発的な協働に裏付けられた産業型社会へと進化すると考えていた。軍事型社会では集権的な社会構造が成立しているものの、産業型社会では分権的な社会構造を備えていながら個々人が緊密に結合している。スペンサーの見解において、産業型社会の具体例は19世紀の近代イギリス社会であった。スペンサーは本書で資本主義の理論を社会学的に捉えることを試みている。

## 書誌情報
- 『世界の名著 (46) コント・スペンサー』コント、スペンサー著、清水幾太郎監、霧生和夫、清水礼子訳